# Saint-Ciergues
Saint-Ciergues és un municipi francès situat al departament de l'Alt Marne i a la regió del Gran Est. L'any 2007 tenia 173 habitants.

## Fills il·lustres
- Pierre Lucien Michelot (1850-[...?]), compositor musical.

### Població
El 2007 la població de fet de Saint-Ciergues era de 173 persones. Hi havia 73 famílies de les quals 23 eren unipersonals (8 homes vivint sols i 15 dones vivint soles), 27 parelles sense fills i 23 parelles amb fills.
La població ha evolucionat segons el següent gràfic:
Habitants censats

### Habitatges
El 2007 hi havia 131 habitatges, 80 eren l'habitatge principal de la família, 37 eren segones residències i 14 estaven desocupats. 124 eren cases i 2 eren apartaments. Dels 80 habitatges principals, 66 estaven ocupats pels seus propietaris, 11 estaven llogats i ocupats pels llogaters i 2 estaven cedits a títol gratuït; 1 tenia una cambra, 3 en tenien dues, 9 en tenien tres, 16 en tenien quatre i 51 en tenien cinc o més. 71 habitatges disposaven pel capbaix d'una plaça de pàrquing. A 37 habitatges hi havia un automòbil i a 36 n'hi havia dos o més.

### Piràmide de població
La piràmide de població per edats i sexe el 2009 era:
| Homes | Edats   | Dones |
| ----- | ------- | ----- |
| 0     | 95 o +  | 0     |
| 0     | 90 a 94 | 0     |
| 4     | 85 a 89 | 8     |
| 4     | 80 a 84 | 4     |
| 8     | 75 a 79 | 12    |
| 0     | 70 a 74 | 0     |
| 0     | 65 a 69 | 0     |
| 4     | 60 a 64 | 4     |
| 4     | 55 a 59 | 0     |
| 8     | 50 a 54 | 4     |
| 4     | 45 a 49 | 4     |
| 4     | 40 a 44 | 8     |
| 4     | 35 a 39 | 8     |
| 12    | 30 a 34 | 4     |
| 0     | 25 a 29 | 0     |
| 12    | 20 a 24 | 0     |
| 12    | 15 a 19 | 0     |
| 0     | 10 a 14 | 20    |
| 0     | 5 a 9   | 0     |
| 0     | 0 a 4   | 0     |

## Economia
El 2007 la població en edat de treballar era de 109 persones, 86 eren actives i 23 eren inactives. De les 86 persones actives 82 estaven ocupades (43 homes i 39 dones) i 4 estaven aturades (2 homes i 2 dones). De les 23 persones inactives 14 estaven jubilades, 4 estaven estudiant i 5 estaven classificades com a «altres inactius».

### Ingressos
El 2009 a Saint-Ciergues hi havia 79 unitats fiscals que integraven 176 persones, la mediana anual d'ingressos fiscals per persona era de 17.498 €.

### Activitats econòmiques
Dels 6 establiments que hi havia el 2007, 1 era d'una empresa extractiva, 1 d'una empresa de construcció, 2 d'empreses de comerç i reparació d'automòbils, 1 d'una empresa d'hostatgeria i restauració i 1 d'una empresa de serveis.
Dels 2 establiments de servei als particulars que hi havia el 2009, 1 era una lampisteria i 1 restaurant.
L'any 2000 a Saint-Ciergues hi havia 6 explotacions agrícoles.

## Equipaments sanitaris i escolars
El 2009 hi havia una escola elemental integrada dins d'un grup escolar amb les comunes properes formant una escola dispersa.

## Poblacions més properes
El següent diagrama mostra les poblacions més properes.